# Església de Sant Bartomeu de Borriol
Sant Bartomeu apòstol és una església parroquial situada a Borriol, a la comarca valenciana de la Plana Alta, al carrer del Palau, núm. 1 i amb oficines al carrer de Sanchis Guarner, núm. 17. És un lloc de culte declarat de manera genèrica Bé de Rellevància Local (BRL), en la categoria de Monument d'interès local, segons la Disposició Addicional Cinquena de la Llei 5/2007, de 9 de febrer, de la Generalitat, amb codi autonòmic 12.05.031-001. La parròquia pertany a Diòcesi de Sogorb-Castelló, i està adscrita a l'arxiprestat número 13, conegut com de Sant Miquel Arcàngel (Pla de l'Arc).
L'església està datada dels segles XVI i xviii. Es tracta d'un edifici de planta basilical i quatre crugies, capelles laterals (entre contraforts), presbiteri poligonal, impressionant volta d'aresta i interessants frescs decoratius amb escenes al·legòriques al sant de l'advocació, Sant Bartomeu apòstol.